# Buitinga ifrit
Espèce
Buitinga ifrit est une espèce d'araignées aranéomorphes de la famille des Pholcidae.

## Distribution
Cette espèce est endémique de La Réunion. Elle se rencontre à Saint-Paul dans la caverne de la tortue.

## Description
Le mâle holotype mesure 2,0 mm et les femelles de 1,8 à 2,0 mm.

## Systématique et taxinomie
Cette espèce a été décrite par Huber et Cazanove en 2023.

## Étymologie
Cette espèce est nommée en référence au Ifrit.

## Publication originale
- Huber, Meng, Clark & Cazanove, 2023 : « First blind daddy long-legs spiders from Australia and Réunion (Araneae, Pholcidae). » Subterranean Biology, vol. 46, p. 1-19 (texte intégral).